# LAM Mozambique Airlines
LAM Mozambique Airlines (порт. LAM Linhas Aéreas de Moçambique), официальное название Linhas Aéreas de Moçambique, Ltd — государственная национальная авиакомпания Мозамбика. Авиакомпания была основана португальскими колониальными властями Мозамбика в августе 1936 года как чартерный перевозчик под названием DETA - Direcção de Exploração de Transportes Aéreos и была переименована в 1980 году после реорганизации. LAM Mozambique Airlines базируется в международном аэропорту Мапуту, который является для неё основным хабом. Она выполняет регулярные рейсы в города Южной Африки. С 1976 года компания является членом Международной ассоциации воздушного транспорта и Ассоциации африканских авиакомпаний.

## История

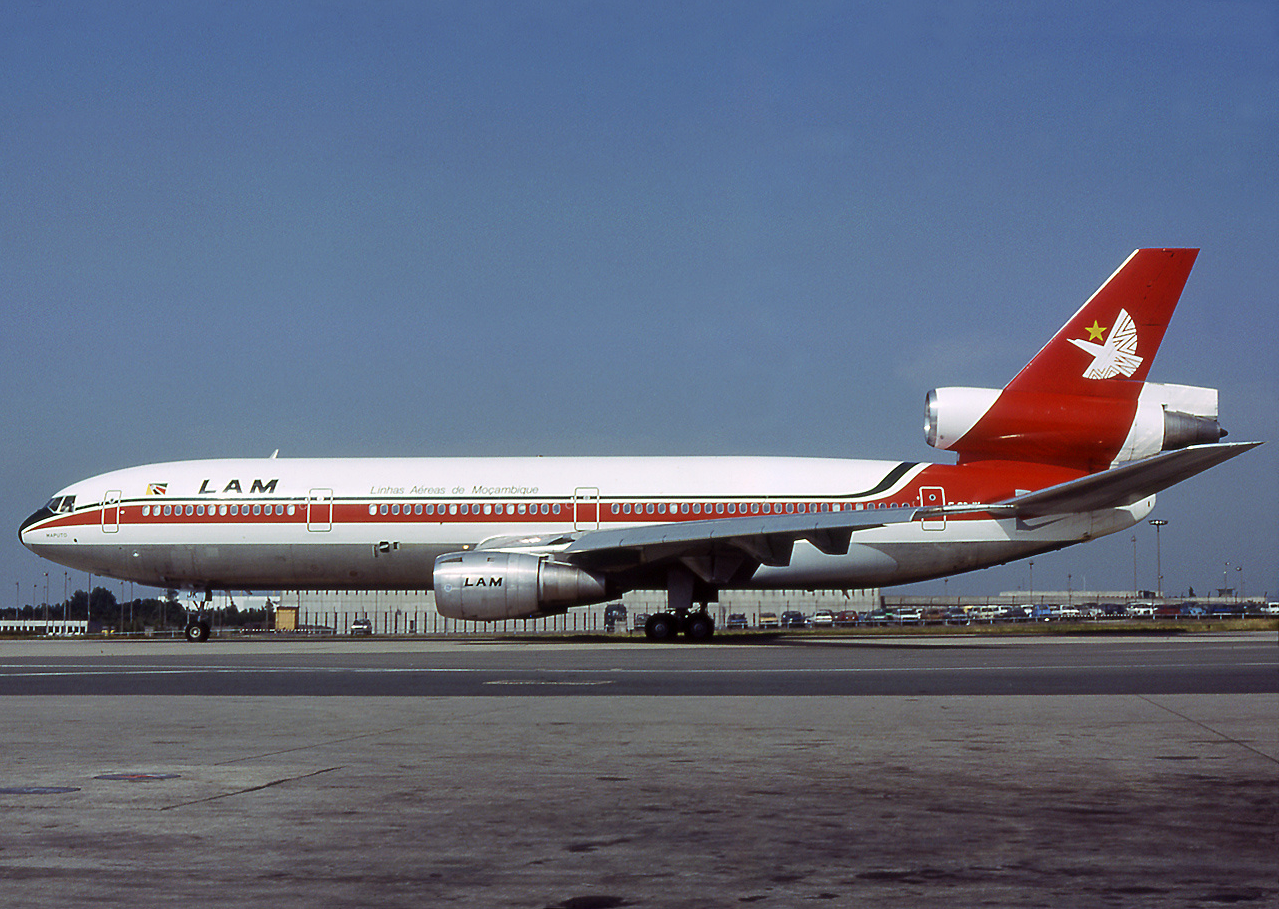
Зарегистрированный во Франции McDonnell Douglas DC-10-30 в ливрее LAM Mozambique Airlines в аэропорту имени Шарля де Голля, 1983 год.

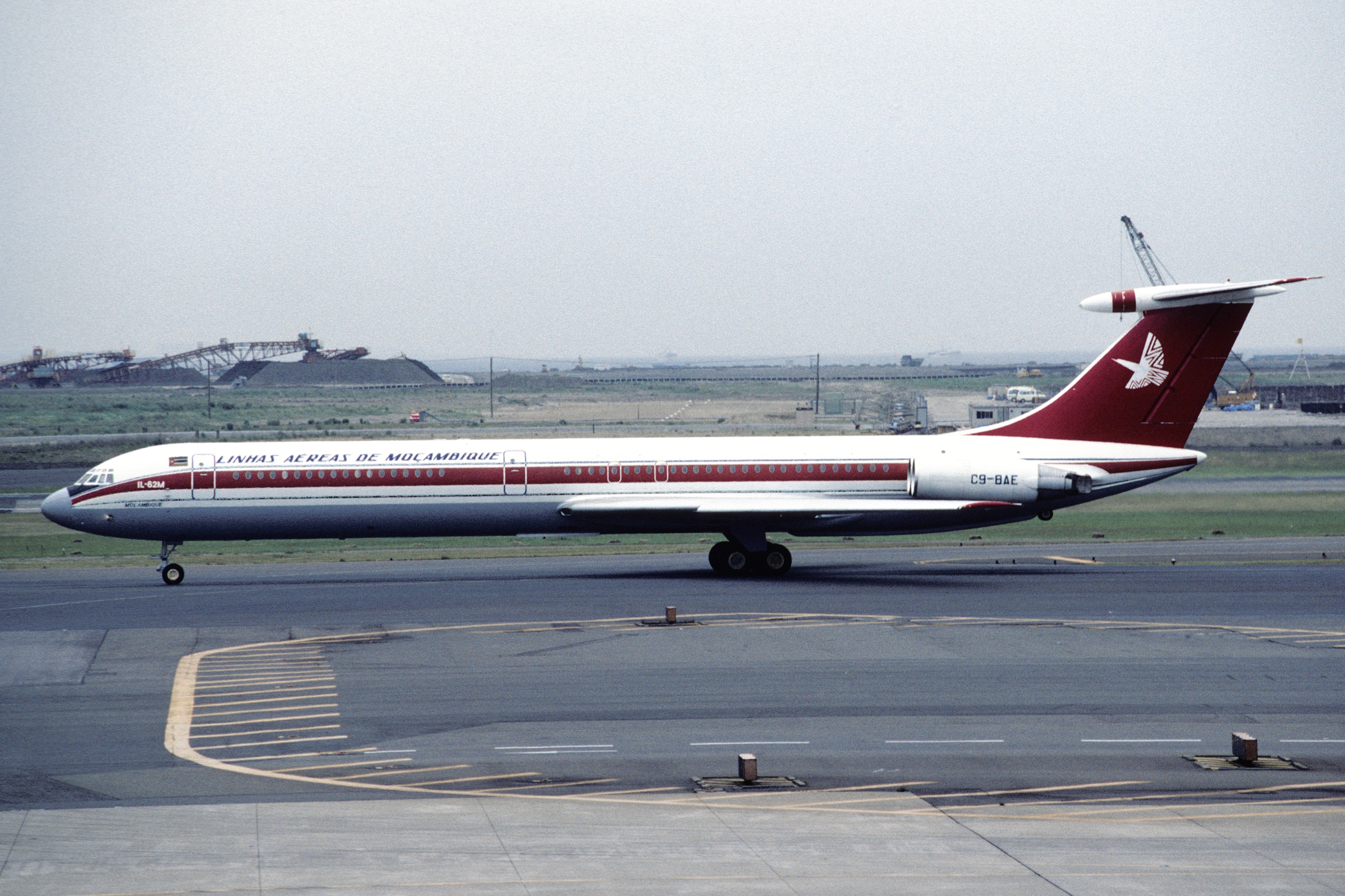
Ил-62М LAM Mozambique Airlines

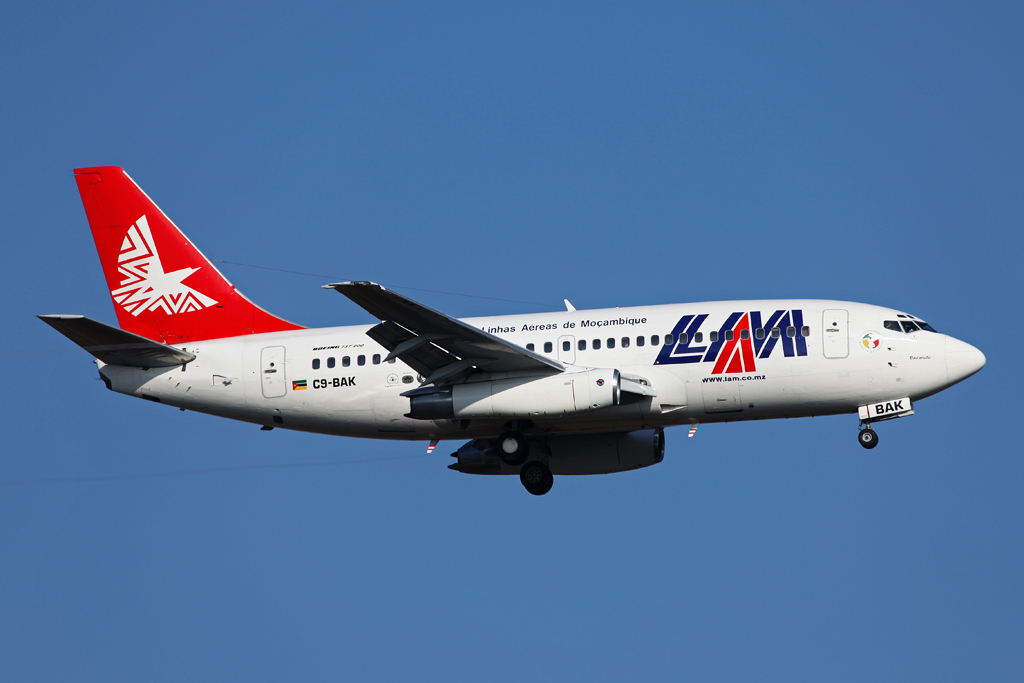
Boeing 737-200 Advanced LAM Mozambique Airlines, 2009 год.

### Ранние годы
Авиакомпания была основана 26 августа 1936 года как DETA — Direcção de Exploração de Transportes Aéreos, в составе Департамента железных дорог, портов и воздушных путей португальского колониального правительства Мозамбика. В течение полутора лет компания выполняла только чартерные рейсы, а с 22 декабря 1937 г начала регулярные авиапочтовые перевозки с использованием Dragonfly, Hornet и двух Rapide. Вскоре после этого начались пассажирские перевозки, большинство их пассажиров были государственными служащими. Маршрут Лоренсу-Маркиш—Джермистон, выполнявшийся на самолетах Rapide, был одним из основных направлений компании в первые годы; он выполнялся два раза в неделю и был связан рейсами Imperial Airways с Лондоном. В апреле 1938 года был открыт восьмичасовой внутренний прибрежный маршрут Лоренсу-Маркиш—Иньямбане—Бейра—Келимане. Пассажиры DETA, которые летели вдоль побережья Мозамбика, также могли стыковаться с Imperial Airways в Лоренсу-Маркиш. В то время они выполняла рейсы Кейптаун—Каир с пересадкой в Лоренсу-Маркише. В начале 1938 года DETA подписала контракт с Imperial на предоставление таких услуг. Весной в состав флота был включен еще один Hornet. Также в 1938 году авиакомпания приобрела три Junkers Ju 52 и еще два Rapide. В октябре прибрежный маршрут был продлен на север, до Порт-Амелии. По состоянию на апрель 1939 г. в составе флота находились один «Dragonfly», один «Hornet», три Junkers Ju 52 и шесть «Rapide». Большинство операций было остановлено после начала Второй мировой войны.
В феврале 1947 года был запущен маршрут Бейра—Солсбери, а к концу того же года также начались регулярные рейсы в Дурбан и на Мадагаскар. К марту 1952 года перевозчик эксплуатировал сеть маршрутов протяженностью 2000 миль (3200 км), которая включала как внутренние, так и международные рейсы в Дурбан, Йоханнесбург и Солсбери, обслуживала парк из шести Dove, пяти Rapide, трех Douglas DC-3, двух Lockheed Lodestar, Lockheed L-14 и Junkers Ju 52. В 1954 году был открыт новый маршрут Мозамбик–Нампула–Вила-Кабрал, который заходил еще на три промежуточные остановки. Последний этап этого рейса был временно приостановлен, когда Вила-Кабрал был исключен из списка направлений авиакомпании, но позже рейсы в город были восстановлены после того, как Вила Кабрал был связан с Бейрой через Вила Пери, Тете и Вила Коутиньо. По состоянию на март 1955 года флот компании состоял из трех DC-3, шести Dove, одного Dragon Fly, четырех Dragon Rapides, двух Junkers Ju 52/3, одного Lockheed 14H, двух Lodestar и двух Horner Moth.
Авиакомпания была одной из последних в мире, кто использовал Junkers Ju 52 на регулярных рейсах. Два из этих самолетов все еще находились в ее парке в апреле 1960 года, вместе с тремя DC-3, четырьмя Dove, тремя Lodestar и четырьмя Rapide, которые выполняли внутренние и международные рейсы. В начале 1960-х DETA начала модернизацию флота, заказав в июне 1961 года три Fokker F27-200, что сделало авиакомпанию 64-м эксплуатантом этой модели, они были переданы к августу 1962 года; первый из них был назван «Лоренсу-Маркиш» в честь столицы Португальской Восточной Африки. В 1964 году DETA и Air Malawi открыли рейс Бейра-Блантайр; он эксплуатировался в рамках пулового соглашения между двумя перевозчиками. В 1965 году к маршрутной сети был добавлен Нова Фрейжу; в ноябре того же года были запущены рейсы, связывающая Бейру с Лоренсу-Маркишем. В марте 1966 года DETA и Swazi Air начали совместные рейсы по маршруту Лоренсу Маркес-Манзини. В 1968 году два Boeing 737-200 были заказаны как в дополнение к трем F27, шести DC-3, одному Dove и одному Beaver, уже находившимся в парке, так и для поддержки региональной экспансии компании, которая выросла до пяти пунктов назначения, обслуживаемых на региональном уровне. Первый самолёт поступила в парк в 1969 году. В ближайшие годы авиакомпания заказала еще два Boeing 737-200, а в 1973 году купила четвертый.
В 1975 году Мозамбик получил независимость от Португалии. В 1976 году начались межконтинентальные перевозки по маршруту Лоренсу-Маркиш—Бейра—Аккра—Лиссабон, вначале выполнявшиеся на Boeing 707-320, а затем на Boeing 707-320C, взятом в лизинг у Tempair International Airlines. В 1979 году компанией был заказан Douglas DC-8.

### Переименование
DETA была флагманской авиакомпанией Мозамбика до 1980 года. После обвинений её руководства в коррупции, в начале того же года авиакомпания была реструктурирована и переименована в LAM – Linhas Aéreas de Moçambique. В 1981 году были заказаны еще четыре Boeing 737-200. В 1982 году компания получила Douglas DC-8-62, заказанный тремя годами ранее. В 1983 году был заказан Douglas DC-10-30. Также в 1983 году в сотрудничестве с Lesotho Airways был запущен рейс Мапуто-Манзини-Масеру, который выполнялся на самолетах Fokker F27. DC-10-30 был получен в 1984 году, тогда же были запущены новые рейсы в Восточный Берлин, Копенгаген и Париж. В марте 1985 года в компании работало 1927 человек. В это время DC-10-30 и три Boeing 737-200 работали на маршрутной сети, расходящейся из Мапуту, которая обслуживала Бейру, Берлин-Шенефельд, Дар-эс-Салам, Хараре, Йоханнесбург, Лиссабон, Лусаку, Манзини, Масеру, Нампулу, Париж, Пембу, Софию и Келимане. Тогда же TACV Cabo Verde Airlines арендовала DC-10 по выходным.
В 1991 году в парк компании поступил первый Boeing 737-300. К апрелю того же года количество персонала составило 1948 человек, а парк состоял из двух Boeing 737-200, одного Boeing 767-200ER четырех CASA 212-200. В 1995 году компания вернула 737-300 арендодателю из-за неспособности оплатить лизинг самолета, и в конце года та же участь постигла Boeing 767-200ER. В октябре 1996 года у Royal Swazi был арендован Fokker 100. 23 декабря 1998 года LAM стала обществом с ограниченной ответственностью и была переименована в LAM — Mozambique Airlines.

### Запрет на полеты в ЕС
Как и всем авиакомпаниям с AOC, выданным в Мозамбике, перевозчику запрещено работать в Европейском союзе. Запрет был наложен в апреле 2011 года. В то время компания утверждала, что Институт гражданской авиации Мозамбика несет ответственность за действия, предпринятые Европейской комиссией в отношении всех мозамбикских перевозчиков, и утверждала, что у них отличные показатели безопасности. С апреля по ноябрь 2011 года TAP Air Portugal по код-шеринговому соглашению с LAM обслуживала рейсы по маршруту Мапуту-Лиссабон-Мапуту, в ноябре эти рейсы были переданы EuroAtlantic Airways, выполнявшей их на Boeing 767-300ER. По состоянию на июнь 2013 года Лиссабон обслуживался самолетами Airbus A340. По состоянию на декабрь 2014 года, LAM по-прежнему входила в список авиакомпаний, запрещенных в ЕС. В мае 2017 года Европейская комиссия исключила все авиакомпании, сертифицированные в Мозамбике, из своего списка запрещенных авиакомпаний после того, как аудит подтвердил, что безопасность полетов в стране улучшилась.

## Корпоративные связи

### Собственность и дочерние компании
По состоянию на август 2014 г. государству принадлежит 91% акций, а остальная часть принадлежит работникам. Компания Moçambique Expresso, созданная в сентябре 1995 года, на 100% принадлежит LAM.

### Финансовые показатели
Авиакомпания много лет была убыточной. Полные годовые отчеты, не публикуются, хотя в настоящее время публикуются только финансовые результаты. В остальном основными источниками данных являются отчеты исследователей и прессы.
|                                   | 2010   | 2011   | 2012   | 2013   | 2014   | 2015   | 2016   | 2017          | 2018          | 2019          | 2020          |
| --------------------------------- | ------ | ------ | ------ | ------ | ------ | ------ | ------ | ------------- | ------------- | ------------- | ------------- |
| Оборот (млн. метикалов)           |        |        |        |        |        |        |        | 5,271         | 5,382         | 6,195         | 4,465         |
| Прибыль до налогооблажения        |        |        |        |        |        |        |        | -2,212        | -3,061        | -3,631        | -6,028        |
| Количество сотрудников            |        |        |        | 715    |        |        | 909    | 695           | 865           | 831           | 831           |
| Количество пассажиров (тыс. чел.) |        |        | 612    | 684    | 788    |        | 640    |               | 539           | 589           |               |
| Процент занятости (%)             | 70     | 73     |        |        |        |        | 66.4   |               | 73            | 70            |               |
| Количество воздушных судов        |        |        |        |        | 7      |        | 9      | 6             | 6             | 5             | 2             |
| Примечания                        | [ 50 ] | [ 50 ] | [ 51 ] | [ 52 ] | [ 53 ] | [ 54 ] | [ 55 ] | [ 56 ] [ 57 ] | [ 56 ] [ 58 ] | [ 59 ] [ 60 ] | [ 61 ] [ 62 ] |

### Ключевые фигуры
24 июля 2018 года генеральным директором компании был назначен Жуан Карлос По Хорхе.

## Пункты назначения

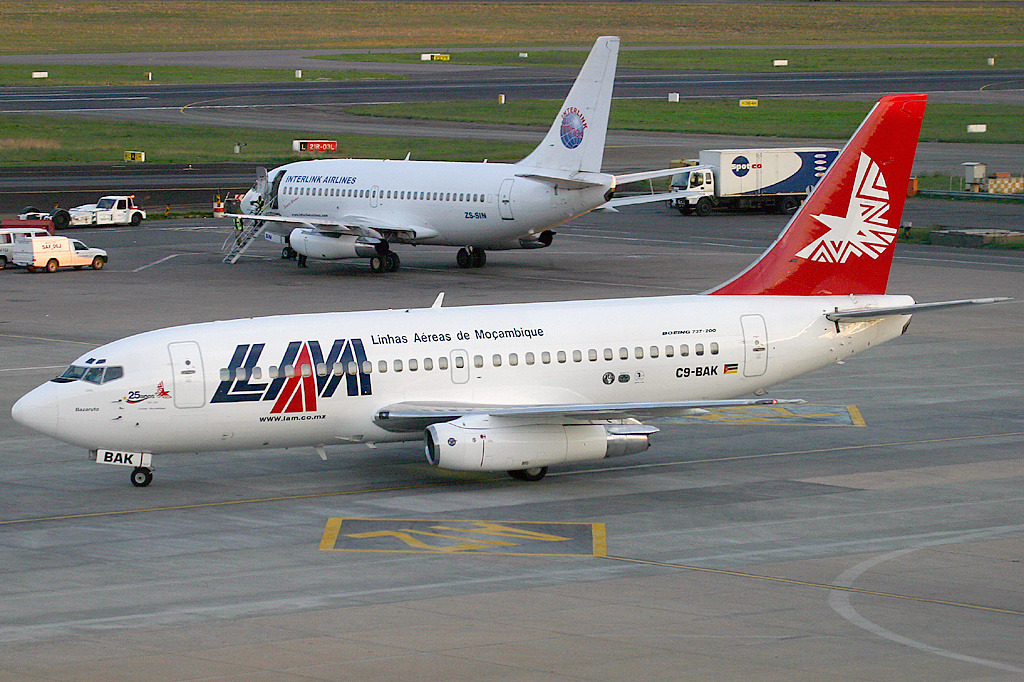
Boeing 737-200 Advanced LAM Mozambique Airlines в Международном аэропорту имени О.Р. Тамбо, 2005 год.

Основным аэропортом, из которого авиакомпания осуществляет большинство своих рейсов, является Международный аэропорт Мапуту.
По состоянию на февраль 2021 года LAM Mozambique Airlines обслуживает следующие направления:
| Страна     | Город            | Аэропорт                                                    | Примечания    |
| ---------- | ---------------- | ----------------------------------------------------------- | ------------- |
| Ангола     | Луанда           | Международный аэропорт Кватро де Феревейро                  | [ 65 ] [ 66 ] |
| Болгария   | София            | Международный аэропорт Софии                                | [ 67 ]        |
| Германия   | Берлин           | Аэропорт Берлин-Шёнефельд                                   | [ 68 ]        |
| Дания      | Копенгаген       | Аэропорт Копенгаген—Каструп                                 | [ 68 ]        |
| Замбия     | Лусака           | Международный аэропорт Лусаки                               | [ 67 ]        |
| Зимбабве   | Хараре           | Международный аэропорт имени Роберта Мугабе                 | [ 69 ]        |
| Кения      | Найроби          | Международный аэропорт имени Джомо Кеньятты                 | [ 43 ]        |
| Лесото     | Масеру           | Международный аэропорт имени Мошеше I                       | [ 67 ]        |
| Испания    | Мадрид           | Международный аэропорт Мадрид-Бара́хас имени Адольфо Суареса | [ 68 ]        |
| Мозамбик   | Ангочэ           | Аэропорт Ангочэ                                             | [ 70 ]        |
| Мозамбик   | Bazaruto Island  | Bazaruto Island Airport                                     | [ 71 ]        |
| Мозамбик   | Бейра            | Аэропорт Бейры                                              | [ 43 ]        |
| Мозамбик   | Остров Бенгуера  | Аэропорт острова Бенгуера                                   | [ 71 ]        |
| Мозамбик   | Шимойо           | Аэропорт Шимойо                                             | [ 43 ]        |
| Мозамбик   | Иньямбане        | Аэропорт Иньямбане                                          | [ 43 ]        |
| Мозамбик   | Иньяминга        | Аэропорт Иньяминги                                          | [ 72 ]        |
| Мозамбик   | Лишинга          | Аэропорт Лишинги                                            | [ 43 ]        |
| Мозамбик   | Лумбу            | Аэропорт Лумбу                                              | [ 70 ]        |
| Мозамбик   | Magaruque Island | Magaruque Airport                                           | [ 71 ]        |
| Мозамбик   | Мапуту           | Международный аэропорт Мапуту                               | [ 43 ]        |
| Мозамбик   | Монтепуэз        | Аэропорт Монтепуэза                                         | [ 70 ]        |
| Мозамбик   | Мосимбоа-да-Прая | Аэропорт Мосимбоа-да-Праи                                   | [ 70 ]        |
| Мозамбик   | Мутарара         | Аэропорт Мутарары                                           | [ 72 ]        |
| Мозамбик   | Накала           | Аэропорт Накалы                                             | [ 43 ] [ 73 ] |
| Мозамбик   | Нампула          | Аэропорт Нампулы                                            | [ 43 ]        |
| Мозамбик   | Куамба           | Аэропорт Куамбы                                             | [ 70 ]        |
| Мозамбик   | Пемба            | Аэропорт Пембы                                              | [ 43 ]        |
| Мозамбик   | Келимане         | Аэропорт Келимане                                           | [ 43 ]        |
| Мозамбик   | Сонго            | Аэропорт Сонго                                              | [ 74 ]        |
| Мозамбик   | Тете             | Аэропорт Чингожи                                            | [ 43 ]        |
| Мозамбик   | Виланкуло        | Аэропорт Виланкуло                                          | [ 43 ]        |
| Мозамбик   | Вила-Коутиньо    | Аэропорт Вила-Коутиньо                                      | [ 70 ]        |
| Мозамбик   | Гуруэ            | Аэропорт Гуруэ                                              | [ 72 ]        |
| Португалия | Лиссабон         | Лиссабон—Портела                                            | [ 71 ]        |
| Танзания   | Дар-эс-Салам     | Международный аэропорт имени Джулиуса Ньерере               | [ 43 ] [ 75 ] |
| Франция    | Париж            | Международный аэропорт имени Шарля де Голля                 | [ 68 ]        |
| Эсватини   | Манзини          | Международный аэропорт Матсафа                              | [ 76 ]        |
| ЮАР        | Йоханнесбург     | Международный аэропорт имени О.Р. Тамбо                     | [ 43 ]        |

### Кодшеринговые соглашения
LAM Mozambique Airlines заключила код-шеринговые соглашения со следующими авиакомпаниями:
- Ethiopian Airlines[78]
- fastjet[79]
- Kenya Airways
- South African Airways
- TAAG Angola Airlines
- TAP Air Portugal

## Флот

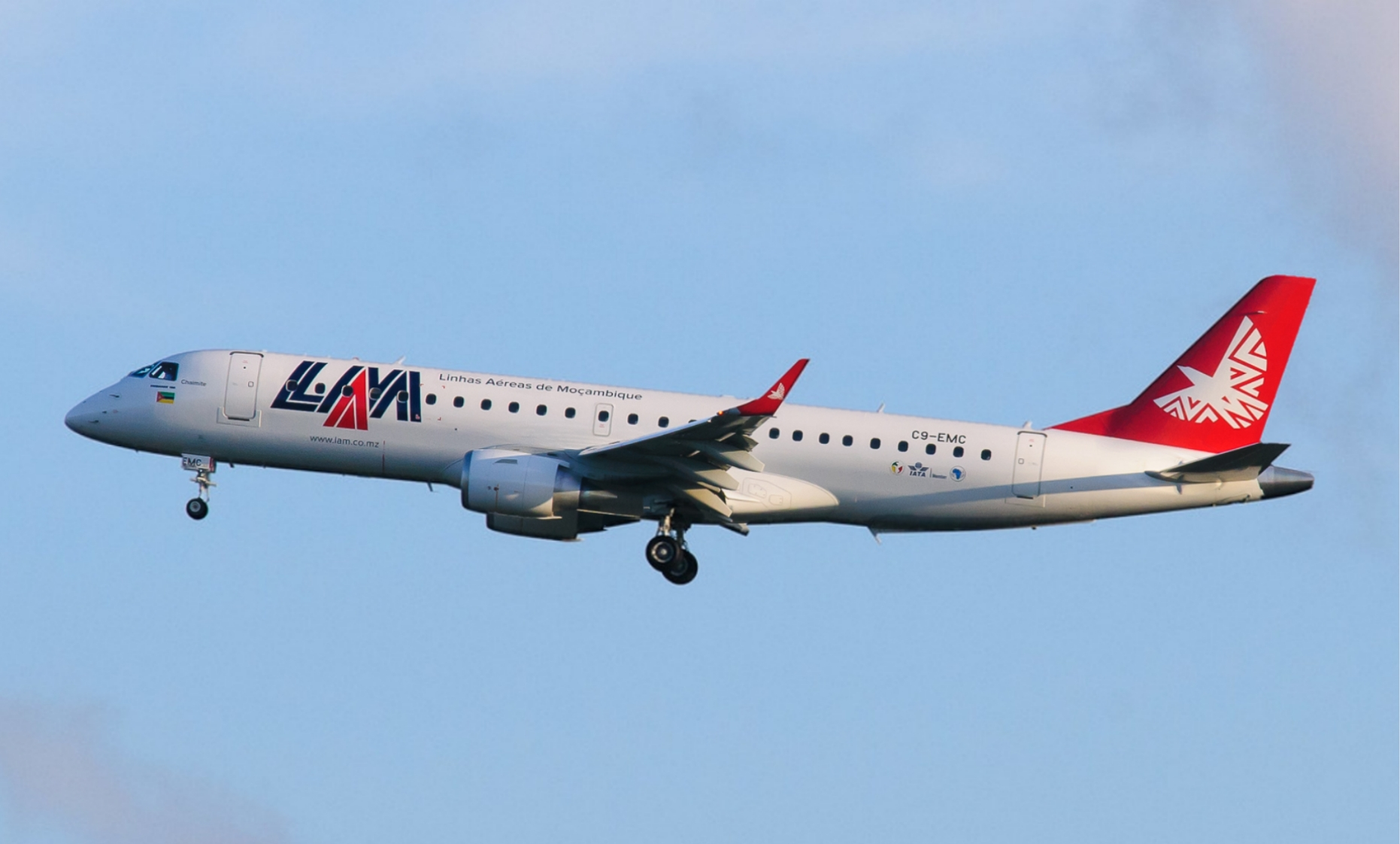
Embraer 190 LAM Mozambique Airlines

По состоянию на август 2019 года, флот LAM – Mozambique Airlines состоял из следующих самолетов:
| Модель                 | В наличии | Заказано | Количество мест | Количество мест | Количество мест | Примечания                       |
| Модель                 | В наличии | Заказано | C               | Y               | Всего           | Примечания                       |
| ---------------------- | --------- | -------- | --------------- | --------------- | --------------- | -------------------------------- |
| Boeing 737-700         | 2         | 1        | 12              | 120             | 132             |                                  |
| Bombardier Dash 8 Q400 | 2         | —        | —               | 72              | 72              | Используется Moçambique Expresso |
| Embraer 190AR          | 2         | —        | 9               | 85              | 94              |                                  |
| Всего                  | 6         | 1        |                 |                 |                 |                                  |

### Развитие
Новейшими самолетами в парке LAM являются Embraer 190, первый из которых авиакомпания приобрела в августе 2009 года. Через месяц она получила второй самолет этого типа. В ноябре 2012 года LAM Mozambique Airlines получила в лизинг от GECAS Boeing 737-500. Три Embraer 190 находились в эксплуатации до ноября 2013 года, когда один из них разбился в Намибии. В начале декабря был арендован Boeing 737, для того чтобы заменить разбившийся самолёт. В феврале 2014 года было объявлено о подписанном в ноябре 2013 года заказе на три самолета Boeing 737-700 на сумму 228 миллионов долларов США.

### Исторический авиапарк
Воздушные суда данных моделей ранее использовались авиакомпанией:
- Ан-26[10]
- Beech King Air 200[89]
- Boeing 707-320
- Boeing 707-320C
- Boeing 707-420
- Boeing 737-100[89]
- Boeing 737-200[90]
- Boeing 737-200C
- Boeing 737-300[31]
- Boeing 737-500[82][91]
- Boeing 747SP
- Boeing 767-200ER[32]
- Boeing 767-300ER
- Casa C-212-200 Aviocar[10]
- Douglas C-47A
- Douglas C-47B
- Douglas C-53
- Fairchild Dornier Metro III[90]
- Fokker 100[31]
- Fokker F27-200
- Fokker F27-600
- Ил-62МК[76]
- Jetstream 41[92]
- Indonesian Aerospace 212-200[90]
- Lockheed L-1011-500
- Lockheed L-188AF
- McDonnell Douglas DC-10-30[76]
- Partenavia P.68[89]
- Raytheon Beechcraft 1900C[90]

## Авиакатастрофы и происшествия
По состоянию на 29 ноября 2013 года Aviation Safety Network зарегистрировала восемь несчастных случаев с самолетами авиакомпании. Три из этих событий произошли в эпоху DETA, а остальные 5 во времена LAM. По состоянию на ноябрь 2013 г. на собственно LAM произошла  две аварии со смертельным исходом. Ниже приведен список этих событий: